# پایگاه داده متمرکز
پایگاه داده متمرکز (گاهی اوقات به اختصار CDB) پایگاه داده ای است که در یک مکان قرار گرفته، ذخیره و نگهداری می‌شود. این مکان اغلب یک کامپیوتر مرکزی یا سیستم پایگاه داده‌است. در بیشتر موارد، یک پایگاه داده متمرکز توسط یک سازمان (به عنوان مثال یک شرکت تجاری) یا یک مؤسسه (به عنوان مثال یک دانشگاه) استفاده می‌شود. کاربران از طریق یک شبکه کامپیوتری به پایگاه داده متمرکز دسترسی پیدا می‌کنند که می‌تواند به آنها دسترسی به پردازشگر مرکزی را بدهد که جهت پردازش پایگاه داده تخصیص داده شده‌است.

## زمینه تاریخی
اولین رایانه‌های ساخته شده بسیار گران بودند و پایانه‌های جداگانه ای نداشتند؛ بنابراین، نیاز به رایانش متمرکز به سرعت پدید آمد. در نتیجه، روشی نه تنها برای پردازش داده‌ها، بلکه برای سازماندهی و ذخیره‌سازی آنها ابداع شد. این روش بعدتر جای خود را به نسخه‌های اولیه پایگاه داده، سیستم‌های مدیریت پایگاه داده مربوط (DBMS) و به نوبه خود پایگاه‌های داده متمرکز داد.
با محبوبیت روزافزون رایانه‌ها، انواع بیشتری از جهت گیریها و طراحیهای پایگاه داده معرفی شدند. با این حال، پایگاه‌های اطلاعاتی متمرکز هنوز هم امروزه مورد استفاده قرار می‌گیرند، به خصوص در مواردی که ذخیره و پردازش داده‌ها در شرکت‌های بزرگ مربوط می‌شود.
مثالی برای یک پایگاه داده متمرکز می‌توان با وزارت دفاع استرالیا ارائه کرد، که پایگاه‌های اطلاعاتی خود را در اواسط دهه ۱۹۷۰ متمرکز کرد.

## مزایا
پایگاه‌های داده متمرکز دارای مزایای قابل توجهی در مقایسه با انواع دیگر پایگاه‌های داده هستند. برخی از آنها به شرح زیر است:
- یکپارچگی داده‌ها به حداکثر می‌رسد و افزونگی داده‌ها به حداقل می‌رسد،[۵] زیرا تنها مکان ذخیره‌سازی همه داده‌ها به این معنی است که هر مجموعه داده‌ای از داده‌ها فقط یک محل ثبت دارد. این به حفظ دقیق و تا حد امکان سازگار داده‌ها کمک می‌کند و قابلیت اطمینان داده‌ها را افزایش می‌دهد.
- به‌طور کلی امنیت داده بیشتر است، زیرا وجود تنها مکان ذخیره داده همچنین به معنای وجود تنها یک مکان ممکن حملات هکری و دزدیدن یا دستکاری داده‌ها می‌باشد (انتخابهای هکرها را برای انتخاب و حمله از بین چند محل ذخیره‌سازی داده کاهش داده و امکان محافظت متمرکز از مکان ذخیره‌سازی داده‌ها را تقویت می‌کند).
- حفظ بهتر داده‌ها نسبت به انواع دیگر پایگاه‌های داده به دلیل راه اندازی مقاوم در برابر خطا.
- به دلیل سادگی طراحی پایگاه داده واحد، برای استفاده توسط کاربر نهایی آسان‌تر است.
- به‌طور کلی قابلیت حمل داده‌ها و مدیریت پایگاه داده آسان‌تر است.
- مقرون به صرفه تر از انواع دیگر سیستم‌های پایگاه داده‌است، زیرا هزینه‌های نیروی کار، تأمین برق و تعمیر و نگهداری به حداقل می‌رسد.
- تغییر، سازماندهی مجدد، بازتاب یا تجزیه و تحلیل داده‌هایی که در یک مکان نگهداری می‌شوند آسان‌تر است.
- همه اطلاعات را می‌توان به‌طور همزمان از یک مکان در دسترس قرار داد.[۶]
- به روز رسانی برای هر مجموعه ای از داده‌ها بلافاصله توسط هر کاربر نهایی دریافت می‌شود.

## معایب
پایگاه‌های داده متمرکز نیز دارای محدودیت‌های مشخصی هستند، مانند مواردی که در زیر توضیح داده شده‌است:
- پایگاه‌های داده متمرکز به شدت به اتصال شبکه وابسته هستند. هرچه سرعت اتصال به اینترنت کندتر باشد، زمان دسترسی به پایگاه داده بیشتر خواهد بود.
- گلوگاه می‌تواند در نتیجه ترافیک زیاد ایجاد شود.
- دسترسی محدود توسط بیش از یک نفر به یک مجموعه از داده‌ها، زیرا تنها یک نسخه از آن وجود دارد و در یک مکان واحد نگهداری می‌شود. این امر می‌تواند منجر به کاهش عمده در کارایی عمومی سیستم شود.
- اگر راه‌اندازی تنظیمات تاب آوری در برابر خطا وجود نداشته باشد و خرابی سخت‌افزار رخ دهد، تمام داده‌های داخل پایگاه داده از بین می‌روند.
- از آنجایی که مقدار حداقلی تا صفر افزونگی داده وجود دارد، اگر مجموعه ای از داده‌ها به‌طور غیرمنتظره ای از بین برود، بازیابی آن بسیار دشوار است، در بیشتر موارد باید به صورت دستی انجام شود.

## پایگاه‌های داده متمرکز در مقابل پایگاه‌های داده توزیع شده
ایده اساسی پایگاه‌های داده متمرکز این است که آنها باید بتوانند هر درخواستی را که سیستم اصلی باید توسط خودشان انجام دهد، دریافت، نگهداری و تکمیل کنند. تنها یک فایل پایگاه داده وجود دارد که در یک مکان واحد در یک شبکه خاص نگهداری می‌شود.
با این حال، پایگاه داده توزیع شده، پایگاهی است که در آن تمام اطلاعات در چندین مکان فیزیکی ذخیره می‌شود. پایگاه‌های داده توزیع شده به دو گروه همگن و ناهمگن تقسیم می‌شوند. این سیستم به منظور به روز نگه داشتن سوابق خود، بر تکرار و تکثیر در زیر-پایگاه داده‌های چندگانه خود متکی است. همچنین این سیستم از چندین فایل پایگاه داده تشکیل شده‌است که همگی توسط یک مدیریت پایگاه داده (DBMS) مرکزی کنترل می‌شوند.
تفاوت‌های اصلی بین پایگاه‌های داده متمرکز و توزیع شده به دلیل ویژگی‌های اساسی مربوط به آنها است. تفاوت‌ها شامل اما محدود به موارد زیر نیست:
- پایگاه‌های داده متمرکز داده‌ها را روی یک پردازشگر مرکزی که به یک مکان فیزیکی/جغرافیایی خاص محدود شده‌است ذخیره می‌کند. با این حال، پایگاه‌های داده توزیع‌شده به یک مدیریت پایگاه داده (DBMS) مرکزی متکی هستند که تمام دستگاه‌های ذخیره‌سازی مختلف خود را از راه دور مدیریت می‌کند، زیرا لازم نیست آنها در یک مکان فیزیکی و/یا جغرافیایی نگهداری شوند.
- همان‌طور که در بالا ذکر شد، به روز رسانی پایگاه‌های داده متمرکز آسان‌تر از پایگاه‌های داده توزیع شده‌است. دلیل این امر این است که پایگاه‌های داده توزیع‌شده به کار اضافی (اغلب دستی) برای مرتبط نگه داشتن داده‌های ذخیره‌شده و جلوگیری از افزونگی داده‌ها و همچنین بهبود عملکرد کلی نیاز دارند.[۸]
- اگر داده‌ها در یک سیستم متمرکز از بین بروند، بازیابی آن بسیار سخت‌تر خواهد بود. با این حال، اگر داده‌ها در یک سیستم توزیع شده از بین بروند، بازیابی آن بسیار آسان خواهد بود، زیرا همیشه یک کپی از داده‌ها در مکان دیگری از پایگاه داده وجود دارد.
- طراحی یک پایگاه داده متمرکز به‌طور کلی بسیار پیچیده‌تر از طراحی یک پایگاه داده توزیع شده‌است، زیرا سیستم‌های پایگاه داده توزیع شده بر اساس یک ساختار سلسله مراتبی هستند.